# Цанкалаури
Цанкалаури (груз. წანკალაური) — село в Грузии, на территории Шуахевского муниципалитета автономной республики Аджария.

## География
Село находится в юго-западной части Грузии, к северу от реки Аджарисцкали, на расстоянии 2 километров (по прямой) к северо-востоку от посёлка городского типа Шуахеви, административного центра муниципалитета. Абсолютная высота — 1057 метров над уровнем моря.

## Население
По результатам официальной переписи населения 2014 года, в Цанкалаури проживало 4 человека (1 мужчина и 3 женщины). В национальной структуре населения грузины составляли 100 %.
| Год  | Население, человек |
| ---- | ------------------ |
| 2002 | 93                 |
| 2014 | ↘ 4                |